# Stardoll
"Stardoll" je internetska igra koja je osmišljena i napravljena na temelju virtualnih ljudi. Objavljena 2004., igra je do rujna 2009. privukla 200 tisuća korisnika. Do ožujka 2014. se prijavilo 300 milijuna igrača iz raznih dijelova svijeta.
Na Stardollu, korisnici mogu kreirati svoju MeDoll, tj. sebe i svoj apartman u igrici, te odjenuti razne osobe koje se nude u odjeljku Dress Up & Games. Također, mogu se učlaniti u razne klubove te tako komunicirati s drugim ljudima na Stardollu.
2004., kada je osnovan, prvo je bio osobna stranica Paperdoll Heaven, koja postoji i sada.

## Povijest
Stardoll se prvi put pojavio kao Paperdoll Heaven 2004., što je tad bila osobna stranica finske kućanice Liise Wrang. Kreatorica, tj. Wrang, je napravila stranicu kako bi "odvukla djevojčice od nasilnih igara koje dječaci igraju".
2006. godine nastala je igra na temu stranice Paperdollheaven.com i nazvana je Stardoll.
Do 2009. Stardoll je imao oko 200.000 korisnika, u ožujku 2014. je broj registriranih korisnika prešao 300 milijuna.

## Sadržaj
Igra je napravljena uglavnom za djevojčice starije od 8 godina, a muški članovi u Stardollu su također dopušteni. Kad se korisnik pridruži on je odmah predstavljen sa svim pravilima igre, te dobiva 700 starkovanica i 12 stardollara. Tada on može otvoriti centar Starplaza te kupiti odjeću, kozmetiku i nakit za svoju MeDoll, te namještaj za svoj apartman. To pomaže u prelaženju razina. Korisnici mogu slati poklone drugim korisnicima (kad dođu na 12. razinu). Korisnik može postati Superstar, no to se plaća. Kad dođe na 12. razinu, može postati i Royalty. No da bi to postao mora biti superstar godinu dana.

## Vanjske poveznice
- Stardoll stranica